# Illustrirter Neue Welt Kalender
Der Illustrirte Neue Welt-Kalender war ein Arbeiterkalender der von 1883 bis 1951 jährlich im Verlag der Hamburger Buchdruckerei und Verlagsanstalt Auer & Co. und in Stuttgart bei J.H.W. Dietz in Kommission erschien.

## Geschichte
Der Neue Welt-Kalender wurde 1895 in einer Auflage von 130 000 Exemplaren hergestellt. Der Preis pendelte von 1883 bis 1918 zwischen 40 und 50 Pfennig, ab 1919 verlangte man 60 Pfennig.
Seine Vorgänger waren die Parteikalender "Der arme Conrad" Illustrirter Kalender für das arbeitende Volk, der von 1876 bis 1879 im Verlag der Genossenschaftsbuchdruckerei in Leipzig erschien und der "Omnibus" Illustrirter Volkskalender erschienen im Leipziger Fink Verlag 1880 bis 1881. Nachfolger war der „Deutsche Volkskalender“ der von 1953 bis 1954 erschien.
Der Kalender wendete sich nicht nur an Arbeiter und Bauern, sondern auch an Handwerker also an Kleinbürger und niedriggestellte Beamte. Sie suchten die zu gewinnen, die normalerweise zu den „kleinen Leuten“ gezählt wurden, in erster Linie diejenigen, die wenig verdienten und in der Regel sehr lang arbeiten mussten.
Im Neuen Welt-Kalender von 1895 wurde die Erzählung „Besiegt nicht überwunden“ von Robert Schweichel veröffentlicht, diese Bauernkriegsschrift basiert auf historische Materialstudien und einer Reise durch südwestdeutsche Bauernkriegsgebiete. Im Neuen Welt-Kalender von 1900 schrieb Wilhelm Liebknecht „Aus der Jugendzeit“ oder Emil Rosenow „Die zehn roten Taler“, Rosenows Dramen behandeln immer wieder die „Lebenswelt der Armen und Deklassierten“ und deren Ausbeutung, offen lässt er sozialdemokratische Motive einfließen. Es werden sozialdemokratische Reden gehalten und sogar eine Wahlversammlung der SPD findet statt. Im Neuen Welt-Kalender wurden viele sozialdemokratische Themen behandelt, dazu kamen die Porträts von Sozialdemokraten, man konnte den Neuen Welt-Kalender daher auch als Parteikalender bezeichnen.
Der „Illustrirte Neue-Welt-Kalender“ enthielt auch Beiträge zur Frauenbewegung wie z. B. von Klara Zetkin „Zur Geschichte der proletarischen Frauenbewegung Deutschlands“ 1905 und „Die Anfänge der proletarischen Frauenbewegung in Deutschland“ 1906.
Es gab aber auch wissenschaftliche und technische Beiträge. „Das Erdinnere“, von Dr. Heinrich Lux 1895, „Die Erscheinungen auf der Sonne und ihre physische Beschaffenheit“, von Franz Heymann 1895, „Der Nordpol und seine Erforschung“, von Dr. Bruno Borchardt 1897, „Was uns die Elektrizität nützt“, von Maximilian Dittrich 1883, „Ein elektrotechnischer Rückblick“, von Wilhelm Hauber jr. 1893 oder „Das Licht der Zukunft“ von Dr. Heinrich Lux 1896.
Es wurden auch jedes Jahr Gedichte publiziert z. B. von Ernst Preczang, Rudolf Lavant, Heinrich Kämpchen, Julius Zerfaß, Ludwig Lessen nur um einige zu nennen, leider sind in dieser Zeit, wie in vielen anderen Zeitschriften, Gedichte ohne Signum. Auch Porträts von Sozialdemokraten wie z. B. Wilhelm Hasenclever 1889, Jacob Audorf 1893, August Bebel 1915, wurden veröffentlicht.
Spätere Themenbereiche waren überwiegend der Erste Weltkrieg, Weimarer Republik, Drittes Reich, Zweiter Weltkrieg, Nachkriegszeit und Wiederaufbau.